# Ptycholaemus schoutedeni
Ptycholaemus schoutedeni là một loài bọ cánh cứng trong họ Cerambycidae.